# Mleczewo (stacja kolejowa)

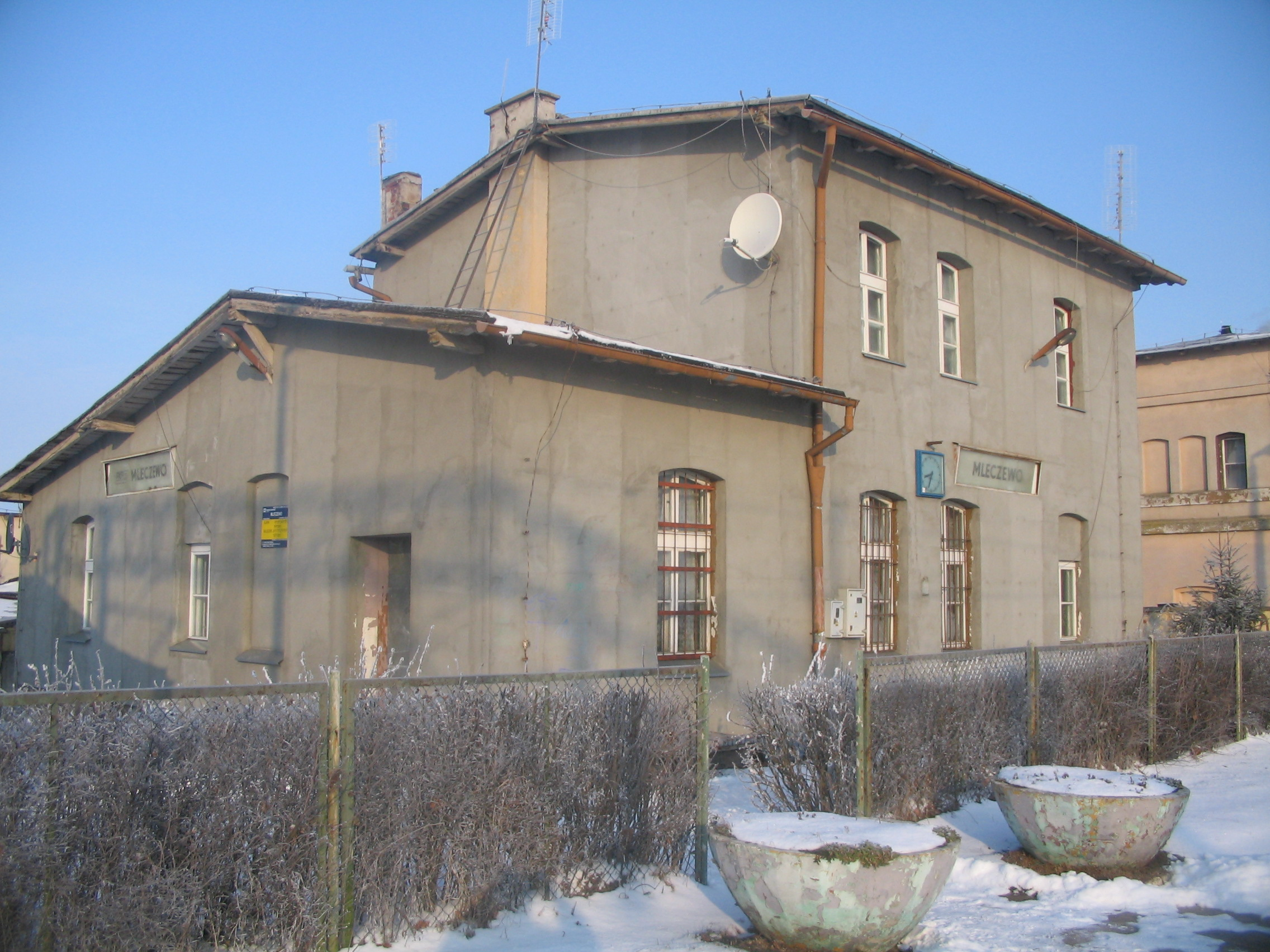
Dawny dworzec kolejowy w Mleczewie

Mleczewo – stacja kolejowa w Mleczewie, w województwie pomorskim, w Polsce.

## Modernizacja
W Mleczewie znajdowała się przedwojenna stacja kolejowa, którą zburzono podczas przebudowy w 2012 roku. Później do użytku została oddana nowa stacja, przeniesiona w kierunku Iławy.

## Ruch pasażerski[1]
| Rok  | Wymiana pasażerska na dobę |
| ---- | -------------------------- |
| 2017 | 10–19                      |
| 2018 | 10–19                      |
| 2019 | 10–19                      |
| 2020 | 10–19                      |
| 2021 | 0–9                        |
| 2022 | 10–19                      |
| 2023 | 10–19                      |

## Połączenia
- Malbork
- Iława